# Hannoverscher Sportverein von 1896 1971-1972
Questa voce raccoglie le informazioni riguardanti l'Hannoverscher Sportverein von 1896 nelle competizioni ufficiali della stagione 1971-1972.

## Stagione
Nella stagione 1971-1972 l'Hannover, allenato da Helmuth Johannsen e Hans Hipp, concluse il campionato di Bundesliga al 16º posto. In Coppa di Germania l'Hannover fu eliminato ai quarti di finale dal Werder Brema.

## Rosa
| N. |                     | Ruolo | Calciatore              |
| -- | ------------------- | ----- | ----------------------- |
|    | Germania (bandiera) | P     | Reinhard Dittel         |
|    | Germania (bandiera) | P     | Burkhardt Öller         |
|    | Germania (bandiera) | P     | Franz-Josef Pauly       |
|    | Germania (bandiera) | D     | Peter Anders            |
|    | Germania (bandiera) | D     | Jürgen Bandura          |
|    | Germania (bandiera) | D     | Hans-Herbert Blumenthal |
|    | Germania (bandiera) | D     | Hans-Josef Hellingrath  |
|    | Germania (bandiera) | D     | Michael Polywka         |
|    | Germania (bandiera) | D     | Rainer Stiller          |
|    | Germania (bandiera) | C     | Horst Berg              |
|    | Germania (bandiera) | C     | Horst Bertl             |

| N. |                     | Ruolo | Calciatore          |
| -- | ------------------- | ----- | ------------------- |
|    | Germania (bandiera) | C     | Karl-August Herbeck |
|    | Germania (bandiera) | C     | Peter Rühmkorb      |
|    | Germania (bandiera) | C     | Hans Siemensmeyer   |
|    | Germania (bandiera) | C     | Wolfgang Thiele     |
|    | Germania (bandiera) | C     | Hans-Joachim Weller |
|    | Germania (bandiera) | A     | Georg Beichle       |
|    | Germania (bandiera) | A     | Rolf Blau           |
|    | Germania (bandiera) | A     | Ferdinand Keller    |
|    | Germania (bandiera) | A     | Rudolf Nafziger     |
|    | Germania (bandiera) | A     | Willi Reimann       |

## Organigramma societario
Area tecnica
- Allenatore: Hans Hipp
- Allenatore in seconda:
- Preparatore dei portieri:
- Preparatori atletici:

## Calciomercato

### Sessione estiva
| Acquisti | Acquisti        | Acquisti               | Acquisti |
| R.       | Nome            | da                     | Modalità |
| -------- | --------------- | ---------------------- | -------- |
| A        | Georg Beichle   | Kickers Offenbach      |          |
| A        | Rolf Blau       | VfL Neuwied            |          |
| P        | Burkhardt Öller | Eintracht Braunschweig |          |
| D        | Michael Polywka | Eintracht Braunschweig |          |
| C        | Peter Rühmkorb  | Hannover 96 II         |          |

| Cessioni | Cessioni         | Cessioni              | Cessioni |
| R.       | Nome             | a                     | Modalità |
| -------- | ---------------- | --------------------- | -------- |
| A        | Claus Brune      | Wuppertal             |          |
| A        | Zvezdan Čebinac  | Germania W.           |          |
| P        | Bernd Helmschrot | Monaco 1860           |          |
| D        | Peter Loof       | Arminia Bielefeld     |          |
| D        | Kurt Ritter      | Eintracht Francoforte |          |

## Risultati

### Bundesliga

#### Girone di andata
| Arbitro: | Tschenscher |

|            |           |                                         |
| Keller 37’ | Marcatori | 48’, 76’, 78’, 88’ Fischer 56’ Sobieray |

| Arbitro: | Aldinger |

|                      |           |  |
| Schulz 26’ Budde 82’ | Marcatori |  |

| Arbitro: | Riegg |

|            |           |          |
| Keller 68’ | Marcatori | 49’ Beer |

| Arbitro: | Weyland |

|                            |           |  |
| Bründl 2’, 62’ Gerwien 55’ | Marcatori |  |

| Arbitro: | Heckeroth |

|            |           |  |
| Keller 89’ | Marcatori |  |

| Arbitro: | Biwersi |

|                                           |           |  |
| Netzer 18’ (rig.) Bonhof 45’ Wittkamp 57’ | Marcatori |  |

| Arbitro: | Hilker |

|            |           |                               |
| Keller 35’ | Marcatori | 78’ (rig.) Rehhagel 90’ Hošić |

| Arbitro: | Seiler |

|           |           |  |
| Braun 87’ | Marcatori |  |

| Arbitro: | Wohlfarth |

|                                                 |           |  |
| Reimann 33’ Wiesemes 44’ (aut.) Keller 65’, 84’ | Marcatori |  |

| Arbitro: | Fuchs |

|                              |           |                  |
| Frank 25’ Handschuh 69’, 79’ | Marcatori | 47’, 63’ Reimann |

| Arbitro: | Gabor |

|            |           |                             |
| Keller 28’ | Marcatori | 9’, 78’ Müller 51’ Hoffmann |

| Arbitro: | Tschenscher |

|                    |           |          |
| Weist 28’ Kamp 66’ | Marcatori | 14’ Berg |

| Arbitro: | Betz |

|                      |           |             |
| Pavlić 42’ Dietz 44’ | Marcatori | 79’ Beichle |

| Arbitro: | Hillebrand |

|                        |           |                                   |
| Keller 60’ Bandura 62’ | Marcatori | 71’ Bjørnmose 80’ Nogly 83’ Hönig |

| Arbitro: | Frickel |

|                                     |           |            |
| Scheermann 16’ Overath 27’ Rupp 86’ | Marcatori | 87’ Keller |

| Arbitro: | Weyland |

|                                  |           |                |
| Siemensmeyer 37’ Weller 40’, 51’ | Marcatori | 35’ Hölzenbein |

| Arbitro: | Gabor |

|               |           |             |
| Weinkauff 53’ | Marcatori | 34’ Reimann |

#### Girone di ritorno
| Arbitro: | Quindeau |

|                                                   |           |  |
| Lütkebohmert 12’ Scheer 36’, 43’, 87’ Fischer 63’ | Marcatori |  |

| Arbitro: | Linn |

|                                                   |           |  |
| Bertl 21’ Keller 42’, 50’, 84’ (rig.) Reimann 64’ | Marcatori |  |

| Arbitro: | Berner |

|                                   |           |                    |
| Hermandung 20’ Horr 81’ Gayer 87’ | Marcatori | 52’ (aut.) Ferschl |

| Arbitro: | Voß |

|                              |           |  |
| Bertl 6’ Keller 62’ Berg 83’ | Marcatori |  |

| Arbitro: | Geng |

|                                 |           |                       |
| Schumacher 2’, 24’ Kliemann 32’ | Marcatori | 19’ Reimann 66’ Bertl |

| Arbitro: | Seiler |

|                       |           |  |
| Keller 41’ Weller 61’ | Marcatori |  |

| Arbitro: | Kindervater |

|                    |           |  |
| Ackermann 62’, 87’ | Marcatori |  |

| Arbitro: | Tschenscher |

|                                     |           |                |
| Siemensmeyer 7’ Keller 47’ Blau 89’ | Marcatori | 60’ Jendrossek |

| Arbitro: | Linn |

|                       |           |                        |
| Hartl 58’ Walitza 84’ | Marcatori | 67’ Keller 86’ Reimann |

| Arbitro: | Hennig |

|                                        |           |  |
| Beichle 6’ Siemensmeyer 81’ Keller 86’ | Marcatori |  |

| Arbitro: | Meuser |

|                          |           |                   |
| Hoeneß 22’, 86’ Roth 45’ | Marcatori | 35’ (rig.) Keller |

| Arbitro: | Weyland |

|                                                |           |          |
| Keller 1’ Siemensmeyer 7’, 37’, 76’ Weller 74’ | Marcatori | 52’ Kamp |

| Arbitro: | Klauser |

|                                          |           |                     |
| Stiller 27’ Beichle 63’ Siemensmeyer 72’ | Marcatori | 1’ Pavlić 50’ Riedl |

| Arbitro: | Burgers |

|                          |           |  |
| Zaczyk 33’ Bjørnmose 67’ | Marcatori |  |

| Arbitro: | Schumann |

|           |           |                                        |
| Keller 1’ | Marcatori | 36’ Thielen 53’ Overath 86’, 89’ Flohe |

| Arbitro: | Siepe |

|                               |           |             |
| Kalb 8’, 59’ (rig.) Konca 74’ | Marcatori | 90’ Reimann |

| Arbitro: | Pfleiderer |

|                             |           |                             |
| Siemensmeyer 23’ Weller 75’ | Marcatori | 10’ Andree 25’, 54’ Wilhelm |

### Coppa di Germania
| Arbitro: | Lutz |

|                                                                     |           |                                                     |
| Eichmann 35’ Christiansen 60’, 87’ Kirchner 76’ Hoffmann 89’ (rig.) | Marcatori | 31’ Keller 47’ Siemensmeyer 78’ Nafziger 90’ Weller |

| Arbitro: | Burgers |

|                                                           |           |          |
| Beichle 17’ Bertl 24’, 82’, 85’, 87’ Reimann 81’ Berg 84’ | Marcatori | 29’ Gräf |

| Hannover 13 febbraio 1972, ore CET Ottavi di finale | Hannover 96 | 0 – 0 referto | Bochum | Niedersachsenstadion (10 000 spett.)\| Arbitro: \| Fuchs \| |
| Arbitro:                                            | Fuchs       |               |        |                                                             |

| Arbitro: | Schröck |

|                        |           |                                  |
| Rüsing 32’ Walitza 45’ | Marcatori | 11’, 40’, 63’ Reimann 78’ Keller |

| Arbitro: | Eschweiler |

|  |           |                    |
|  | Marcatori | 6’ Weist 84’ Görts |

| Arbitro: | Kindervater |

|                          |           |                  |
| Laumen 34’ Hasebrink 61’ | Marcatori | 19’ Siemensmeyer |

## Statistiche

### Statistiche di squadra
| Competizione      | Punti | In casa | In casa | In casa | In casa | In casa | In casa | In trasferta | In trasferta | In trasferta | In trasferta | In trasferta | In trasferta | Totale | Totale | Totale | Totale | Totale | Totale | DR  |
| Competizione      | Punti | G       | V       | N       | P       | Gf      | Gs      | G            | V            | N            | P            | Gf           | Gs           | G      | V      | N      | P      | Gf     | Gs     | DR  |
| ----------------- | ----- | ------- | ------- | ------- | ------- | ------- | ------- | ------------ | ------------ | ------------ | ------------ | ------------ | ------------ | ------ | ------ | ------ | ------ | ------ | ------ | --- |
| Bundesliga        | 23    | 17      | 10      | 1       | 6       | 41      | 26      | 17           | 0            | 2            | 15           | 13           | 43           | 34     | 10     | 3      | 21     | 54     | 69     | -15 |
| Coppa di Germania | -     | 3       | 1       | 1       | 1       | 7       | 3       | 3            | 1            | 0            | 2            | 9            | 9            | 6      | 2      | 1      | 3      | 16     | 12     | +4  |
| Totale            | 23    | 20      | 11      | 2       | 7       | 48      | 29      | 20           | 1            | 2            | 17           | 22           | 52           | 40     | 12     | 4      | 24     | 70     | 81     | -11 |

### Andamento in campionato
| Giornata  | 1  | 2  | 3  | 4  | 5  | 6  | 7  | 8  | 9  | 10 | 11 | 12 | 13 | 14 | 15 | 16 | 17 | 18 | 19 | 20 | 21 | 22 | 23 | 24 | 25 | 26 | 27 | 28 | 29 | 30 | 31 | 32 | 33 | 34 |
| --------- | -- | -- | -- | -- | -- | -- | -- | -- | -- | -- | -- | -- | -- | -- | -- | -- | -- | -- | -- | -- | -- | -- | -- | -- | -- | -- | -- | -- | -- | -- | -- | -- | -- | -- |
| Luogo     | C  | T  | C  | T  | C  | T  | C  | T  | C  | T  | C  | T  | T  | C  | T  | C  | T  | T  | C  | T  | C  | T  | C  | T  | C  | T  | C  | T  | C  | C  | T  | C  | T  | C  |
| Risultato | P  | P  | N  | P  | V  | P  | P  | P  | V  | P  | P  | P  | P  | P  | P  | V  | N  | P  | V  | P  | V  | P  | V  | P  | V  | N  | V  | P  | V  | V  | P  | P  | P  | P  |
| Posizione | 16 | 17 | 17 | 17 | 17 | 17 | 17 | 17 | 17 | 17 | 17 | 17 | 17 | 17 | 17 | 17 | 17 | 17 | 17 | 17 | 16 | 17 | 16 | 16 | 16 | 16 | 15 | 15 | 15 | 15 | 15 | 16 | 16 | 16 |

Legenda:

Luogo: C = Casa; T = Trasferta. Risultato: V = Vittoria; N = Pareggio; P = Sconfitta.

### Statistiche dei giocatori
| Giocatore       | Bundesliga | Bundesliga | Bundesliga  | Bundesliga | Coppa di Germania | Coppa di Germania | Coppa di Germania | Coppa di Germania | Totale   | Totale | Totale      | Totale     |
| Giocatore       | Presenze   | Reti       | Ammonizioni | Espulsioni | Presenze          | Reti              | Ammonizioni       | Espulsioni        | Presenze | Reti   | Ammonizioni | Espulsioni |
| --------------- | ---------- | ---------- | ----------- | ---------- | ----------------- | ----------------- | ----------------- | ----------------- | -------- | ------ | ----------- | ---------- |
| P. Anders       | 33         | 0          | 0           | 0          | 6                 | 0                 | 0                 | 0                 | 39       | 0      | 0           | 0          |
| J. Bandura      | 32         | 1          | 0           | 0          | 6                 | 0                 | 0                 | 0                 | 38       | 1      | 0           | 0          |
| G. Beichle      | 18         | 3          | 0           | 0          | 5                 | 1                 | 0                 | 0                 | 23       | 4      | 0           | 0          |
| H. Berg         | 18         | 2          | 0           | 0          | 5                 | 1                 | 0                 | 0                 | 23       | 3      | 0           | 0          |
| H. Bertl        | 31         | 3          | 0           | 0          | 4                 | 4                 | 0                 | 0                 | 35       | 7      | 0           | 0          |
| R. Blau         | 16         | 1          | 0           | 0          | 2                 | 0                 | 0                 | 0                 | 18       | 1      | 0           | 0          |
| H. Blumenthal   | 4          | 0          | 0           | 0          | 1                 | 0                 | 0                 | 0                 | 5        | 0      | 0           | 0          |
| L. Denz         | 0          | 0          | 0           | 0          | 0                 | 0                 | 0                 | 0                 | 0        | 0      | 0           | 0          |
| E. Deterding    | 0          | 0          | 0           | 0          | 0                 | 0                 | 0                 | 0                 | 0        | 0      | 0           | 0          |
| R. Dittel       | 1          | 0          | 0           | 0          | 0                 | 0                 | 0                 | 0                 | 1        | 0      | 0           | 0          |
| W. Fuchs        | 0          | 0          | 0           | 0          | 0                 | 0                 | 0                 | 0                 | 0        | 0      | 0           | 0          |
| W. Götz         | 0          | 0          | 0           | 0          | 0                 | 0                 | 0                 | 0                 | 0        | 0      | 0           | 0          |
| H. Hellingrath  | 34         | 0          | 0           | 0          | 6                 | 0                 | 0                 | 0                 | 40       | 0      | 0           | 0          |
| K. Herbeck      | 1          | 0          | 0           | 0          | 0                 | 0                 | 0                 | 0                 | 1        | 0      | 0           | 0          |
| R. Kaemmer      | 0          | 0          | 0           | 0          | 0                 | 0                 | 0                 | 0                 | 0        | 0      | 0           | 0          |
| F. Keller       | 31         | 20         | 0           | 0          | 4                 | 2                 | 0                 | 0                 | 35       | 22     | 0           | 0          |
| M. Krüger       | 0          | 0          | 0           | 0          | 0                 | 0                 | 0                 | 0                 | 0        | 0      | 0           | 0          |
| P. Milasincic   | 0          | 0          | 0           | 0          | 0                 | 0                 | 0                 | 0                 | 0        | 0      | 0           | 0          |
| K. Mrosko       | 0          | 0          | 0           | 0          | 0                 | 0                 | 0                 | 0                 | 0        | 0      | 0           | 0          |
| R. Nafziger     | 6          | 0          | 0           | 0          | 2                 | 1                 | 0                 | 0                 | 8        | 1      | 0           | 0          |
| F. Pauly        | 28         | 0          | 0           | 0          | 5                 | 0                 | 0                 | 0                 | 33       | 0      | 0           | 0          |
| M. Polywka      | 8          | 0          | 0           | 0          | 0                 | 0                 | 0                 | 0                 | 8        | 0      | 0           | 0          |
| W. Reimann      | 29         | 8          | 0           | 1          | 5                 | 4                 | 0                 | 0                 | 34       | 12     | 0           | 1          |
| C. Rudzki       | 0          | 0          | 0           | 0          | 0                 | 0                 | 0                 | 0                 | 0        | 0      | 0           | 0          |
| P. Rühmkorb     | 15         | 0          | 0           | 0          | 4                 | 0                 | 0                 | 0                 | 19       | 0      | 0           | 0          |
| H. Siemensmeyer | 34         | 8          | 0           | 0          | 6                 | 2                 | 0                 | 0                 | 40       | 10     | 0           | 0          |
| R. Stiller      | 34         | 1          | 0           | 0          | 6                 | 0                 | 0                 | 0                 | 40       | 1      | 0           | 0          |
| W. Thiele       | 1          | 0          | 0           | 0          | 0                 | 0                 | 0                 | 0                 | 1        | 0      | 0           | 0          |
| H. Weller       | 32         | 5          | 0           | 0          | 6                 | 1                 | 0                 | 0                 | 38       | 6      | 0           | 0          |
| B. Öller        | 8          | 0          | 0           | 0          | 1                 | 0                 | 0                 | 0                 | 9        | 0      | 0           | 0          |